# Alepisauridae
Los lanzones son el género Alepisaurus, el único género de la familia Alepisauridae de peces marinos incluida en el orden Aulopiformes, distribuidos por los océanos Atlántico y Pacífico. Su nombre procede del griego: a (sin) + lepis (escama) + sauros (lagartos).

## Morfología

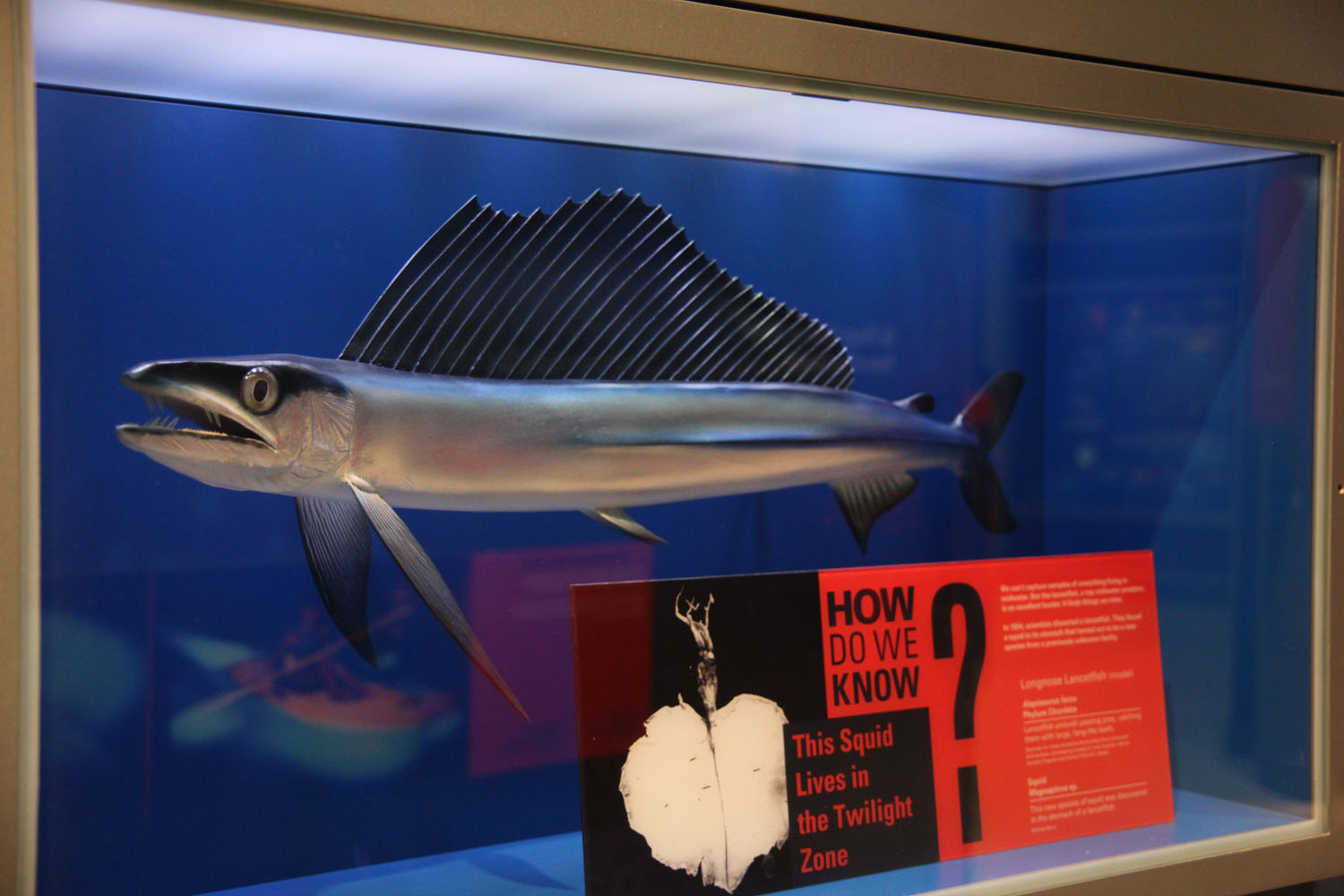
modelo de Lanzón en el Museo Smithsoniano de Ciencias Naturales en Washington D. C.

Tienen el cuerpo alargado y subcilíndrico, con una longitud máxima descrita de 2 m, con la piel sin escamas pero cubierta de poros, sin órganos luminosos y sin vejiga natatoria. Tiene la boca grande con los dientes bien desarrollados, siendo muy característico el palatino inconfundiblemente largo.
Aleta dorsal alta y larga, con 29 a 48 radios, aleta anal pequeña con 12 a 18 radios, aletas pélvicas de inserción abdominal y con 8 a 10 radios.
Los lanzones están entre los grupos de peces batipelagicos más grandes. algunos especímenes llegando hasta los 2 metros de longitud, usualmente de especímenes muertos que flotaron a la superficie.

## Ecología
Los lanzones poseen bocas grandes con dientes afilados, indicando un estilo de vida predatorio, sus músculos son aguados y gelatinosos y no esta adaptado para persecuciones largas así que se cree que es un depredador de emboscada.
Estos peces son depredadores oportunistas y gracias a su lento proceso de digestión algunas especies de peces pelágicos han sido descritas por especímenes encontrados en sus estómagos, también se sabe que tienen un alto nivel de canibalismo.
Son conocidas como pestes en las pesquerías de atún del golfo de México pues tienden a devorar el cebo que se intentaba para especies más valuables y ser capturadas por las redes en el proceso.
Muy poco es conocido sobre los hábitos reproductivos de los lanzones, se sabe que son hermafroditas simultáneos pero el acto de desove nunca ha sido observado.

## Especies
Existen sólo 2 especies extantes agrupadas en este género y familia además de un fósil del mioceno medio encontrado en Italia.
- - Género Alepisaurus:
    - Alepisaurus brevirostris (Gibbs, 1960) - Lanzón nariz corta o Pez lanceta
    - Alepisaurus ferox (Lowe, 1833) - Lanzón picudo
    - Alepisaurus paronai† (D'Erasmo, 1923)